# 本出保太郎

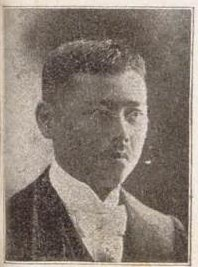
本出保太郎

本出 保太郎（ほんで やすたろう、1867年10月22日〈慶応3年9月25日〉 - 1917年〈大正6年〉7月26日）は、日本の政治家。衆議院議員（5期）。族籍は大阪府平民。

## 経歴
摂津国西成郡川口村（のち大阪府西成郡西中島町大字川口、大阪市東淀川区を経て、現在は大阪市淀川区）の農家に生まれる。農業を営む。西成郡会議員、阪北土地、東洋生命保険各取締役、大阪堂島米穀取引所理事となる。
1902年の第7回衆議院議員総選挙において大阪府郡部から無所属で立候補して当選した。1903年の第8回衆議院議員総選挙では次点で落選。1904年の第9回衆議院議員総選挙では甲辰倶楽部から立候補して復帰。1908年の第10回衆議院議員総選挙では立憲政友会公認で立候補して三選を果たした。
1912年の第11回衆議院議員総選挙でも再選。1915年の第12回衆議院議員総選挙では無所属で立候補して落選した。1917年の第13回衆議院議員総選挙で復帰した。しかし、復帰から間もない7月に現職のまま死去した。

## 家族
本出家
- 長男・保治郎（1899年 - ?）[4]
  - 同妻[4]
  - 同長女[4]